# Csaba Sándor Tabajdi
Csaba Sándor Tabajdi este un om politic maghiar, membru al Parlamentului European în perioada 2004-2009 din partea Ungariei.
1. ↑  Deputații în Parlamentul European
2. 1 2  pace.coe.int